# Korhosenjärvi
Korhosjärvi eller Korhosenjärvi är en sjö i Finland. Den ligger i kommunen Sievi i landskapet Norra Österbotten, i den centrala delen av landet, 400 km norr om huvudstaden Helsingfors. Korhosjärvi ligger 87 meter över havet. Arean är 15,8 hektar och strandlinjen är 2 kilometer lång. Sjön  ingår i Kalajoki älvs huvudavrinningsområde.   Den ligger vid sjön Iso-Kähtävä. I omgivningarna runt Korhosjärvi växer i huvudsak blandskog.